# Ringer-Europameisterschaften 1926
Die Ringer-Europameisterschaften 1926 fanden im lettischen Riga statt. Das Turnier wurde im griechisch-römischen Stil Anfang September ausgetragen.

## Ergebnisse
| Klasse   | Gold              | Silber        | Bronze          |
| -------- | ----------------- | ------------- | --------------- |
| -58 kg   | Siegfried Hansson | Paul Reiber   | Armand Magyar   |
| -62 kg   | Voldemar Väli     | Erik Malmberg | Ernst Steinig   |
| -67,5 kg | Harald Pettersson | Osvald Käpp   | Mihály Matura   |
| -75 kg   | Johannes Jakobsen | Fritz Bräun   | László Papp     |
| -82,5 kg | Robert Rupp       | Rudolf Loo    | Alexander Szabó |
| +82,5 kg | Georg Gehring     | Josef Urban   | Johan Richthoff |

## Medaillenspiegel
| Rang | Land             | Gold | Silber | Bronze |
| ---- | ---------------- | ---- | ------ | ------ |
| 1    | Deutsches Reich  | 2    | 2      | 1      |
| 2    | Schweden         | 2    | 1      | 1      |
| 3    | Estland          | 1    | 2      | 0      |
| 4    | Dänemark         | 1    | 0      | 0      |
| 5    | Tschechoslowakei | 0    | 1      | 1      |
| 6    | Ungarn           | 0    | 0      | 3      |